# Streetlife Serenade
| 전문가 평가              | 전문가 평가 |
| 평가 점수                | 평가 점수   |
| 출처                     | 점수        |
| ------------------------ | ----------- |
| AllMusic                 | [ 1 ]       |
| Christgau's Record Guide | C           |
| Rolling Stone            | Unfavorable |

《Streetlife Serenade》는 컬럼비아 레코드가 1974년 10월 11일 발표한 미국의 싱어송라이터 빌리 조엘의 세 번째 스튜디오 음반이다. 《Piano Man》 (1973년)의 후속곡은 1993년 《River of Dreams》가 세션 음악가들과 함께 녹음될 때까지의 마지막 음반이었지만, 조엘은 그의 후원 음악가들, 기타리스트 돈 에반스, 알 헤르츠버그, 밴조/페달 스틸 기타리스트 톰 화이트호스가 음반에서 연주했지만, 직접 노래를 부르고 피아노와 기타 키보드를 연주했다. 조엘은 또한 처음으로 신시사이저, 즉 모그 신시사이저를 사용했다.
이 음반은 차트에서 35위로 정점을 찍었고, 결국 백만 장 이상이 팔렸다. 그것은 이전 작품보다 적었고, 조엘이 비평가와 음악 산업 전반에서 냉랭한 관계의 시작을 알렸다. 1970년대 조엘의 라이브 쇼에는 기악 〈Root Beer Rag〉와 짧은 곡 〈Souvenir〉가 자주 등장했는데, 조엘은 이 곡을 마지막 앙코르로 자주 연주했다.
〈Streetlife Serenader〉와 〈Los Angelenos〉의 라이브 버전은 조엘의 첫 라이브 음반인 《Songs in the Attic》(1981년)에 수록되었다.

## 배경
조엘은 "비치 보이스 같은 거물급 음악가들을 위해 클럽과 극장을 돌아다니며 개업을 해왔기 때문에 새로운 곡을 쓸 시간은 거의 없었지만 《Piano Man》 이후 새 음반을 내놓아야 한다는 압박감에 시달렸다"고 말했다. 그는 또한 신곡이 많지 않아 〈The Mexican Connection〉과 〈Root Beer Rag〉라는 두 개의 기악이 포함되었다고 말한다. 뒷면 커버에는 맨발인 조엘이 의자에 앉아 십자가를 보고 있는 모습이 그려져 있다. 조엘 자신은 촬영 이틀 전에 사랑니를 뽑았다고 한다. 앞면 커버는 미국 캘리포니아주 로스앤젤레스의 사우스 센터 스트리트 651번지에 위치한 호텔과 카페의 브라이언 하기와라가 그린 그림이다.

## 발매
일반적인 2채널 스테레오 버전 외에도, 이 음반은 1974년 컬럼비아 레코드에 의해 4채널 쿼드러포닉 믹스로 발매되었다. 2015년 오디오 피델리티에 의해 스테레오 믹스와 쿼드러포닉 믹스가 모두 포함된 슈퍼 오디오 CD 포맷으로 재발매되었다.

## 곡 목록
모든 곡들은 빌리 조엘에 의해 작사/작곡하였다.
| #  | 제목                            | 재생 시간 |
| -- | ------------------------------- | --------- |
| 1. | 〈Streetlife Serenader〉        | 5:17      |
| 2. | 〈Los Angelenos〉               | 3:41      |
| 3. | 〈The Great Suburban Showdown〉 | 3:44      |
| 4. | 〈Root Beer Rag (기악)〉        | 2:59      |
| 5. | 〈Roberta〉                     | 4:32      |

| #   | 제목                              | 재생 시간 |
| --- | --------------------------------- | --------- |
| 6.  | 〈The Entertainer〉               | 3:48      |
| 7.  | 〈Last of the Big Time Spenders〉 | 4:34      |
| 8.  | 〈Weekend Song〉                  | 3:29      |
| 9.  | 〈Souvenir〉                      | 2:00      |
| 10. | 〈The Mexican Connection (기악)〉 | 3:37      |

## 인증
| 국가                       | 인증     | 판매량/출하량 |
| -------------------------- | -------- | ------------- |
| 미국 (RIAA)                | 플래티넘 | 1,000,000^    |
| ^출하량을 기반으로 한 인증 |          |               |